# Музей пам'яті Поліського району
Музей пам'яті Поліського району — це музей, що присвячений історії розвитку селища міського типу Поліське Поліського району з часу його заснування у 1415 р. до аварії на Чорнобильській АЕС і аж до виселення жителів у 1999 році.

## Історія
В результаті катастрофи на Чорнобильській АЕС 26 квітня 1986 року тисячі жителів селища міського типу Поліське та 26 населених пунктів району були відселені. Переселенці стали ініціаторами створення музею. Лідером збирання матеріалів майбутньої експозиції став полковник міліції у відставці Броніслав Адамович Андрієвський — ліквідатор аварії на ЧАЕС першої категорії, начальник Поліського РВВС Київської області у 1975—1995 рр.

## Експозиція

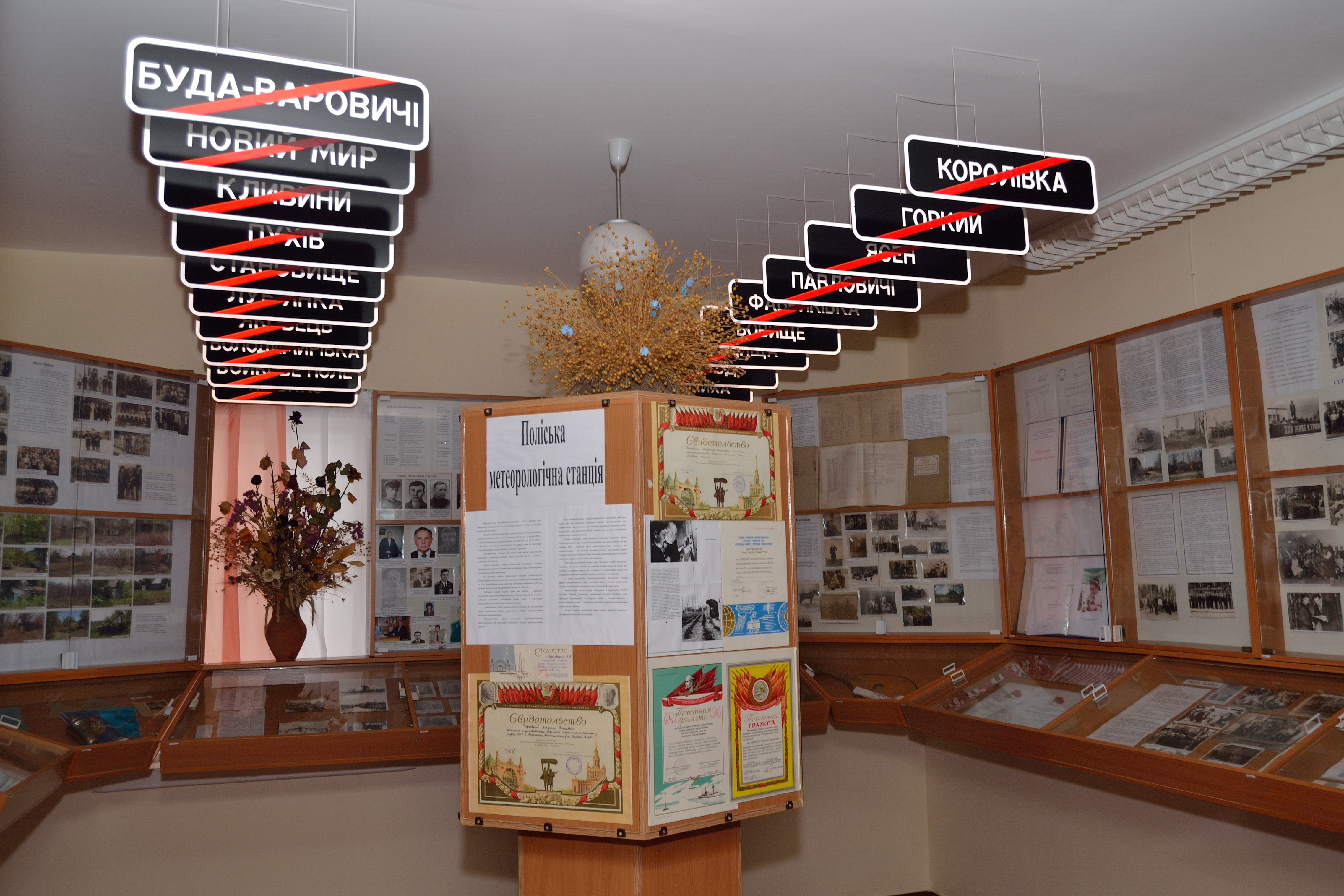
Головна експозиція музею

Експозиція музею розташована в семи залах будинку 60-70-х рр. XX ст., що був перевезений з смт Поліське. Фотодокументальні матеріали висвітлюють різні події з життя людей району, їх господарську діяльність, роботу колишніх підприємств, установ та організацій, що діяли в смт Поліське до і після аварії.
Детально розповідається про культуру і побут поліщуків (житлово-господарське будівництво, озелення та благоустрій садиб, сухопутний і водний транспорт, одяг, народне декоративне мистецтво, поетичний та прозовий фольклор, сімейний побут, родинні звичаї тощо).
Спеціальний розділ музею присвячений видатним людям району — відзначеним високими урядовими нагородами, вченим, поетам, художникам, керівникам району усіх часів.
Представлені книги про Поліський район та ті, що написані його жителями, які мешкають як в Україні, так і за кордоном.

## Нагороди
У 2009 році музей став дипломантом Першого Всеукраїнського конкурсу на найкращий громадський музей, який проводила Національна спілка краєзнавців спільно з Міністерством культури і туризму України та Міністерством освіти і науки України.

## Галерея

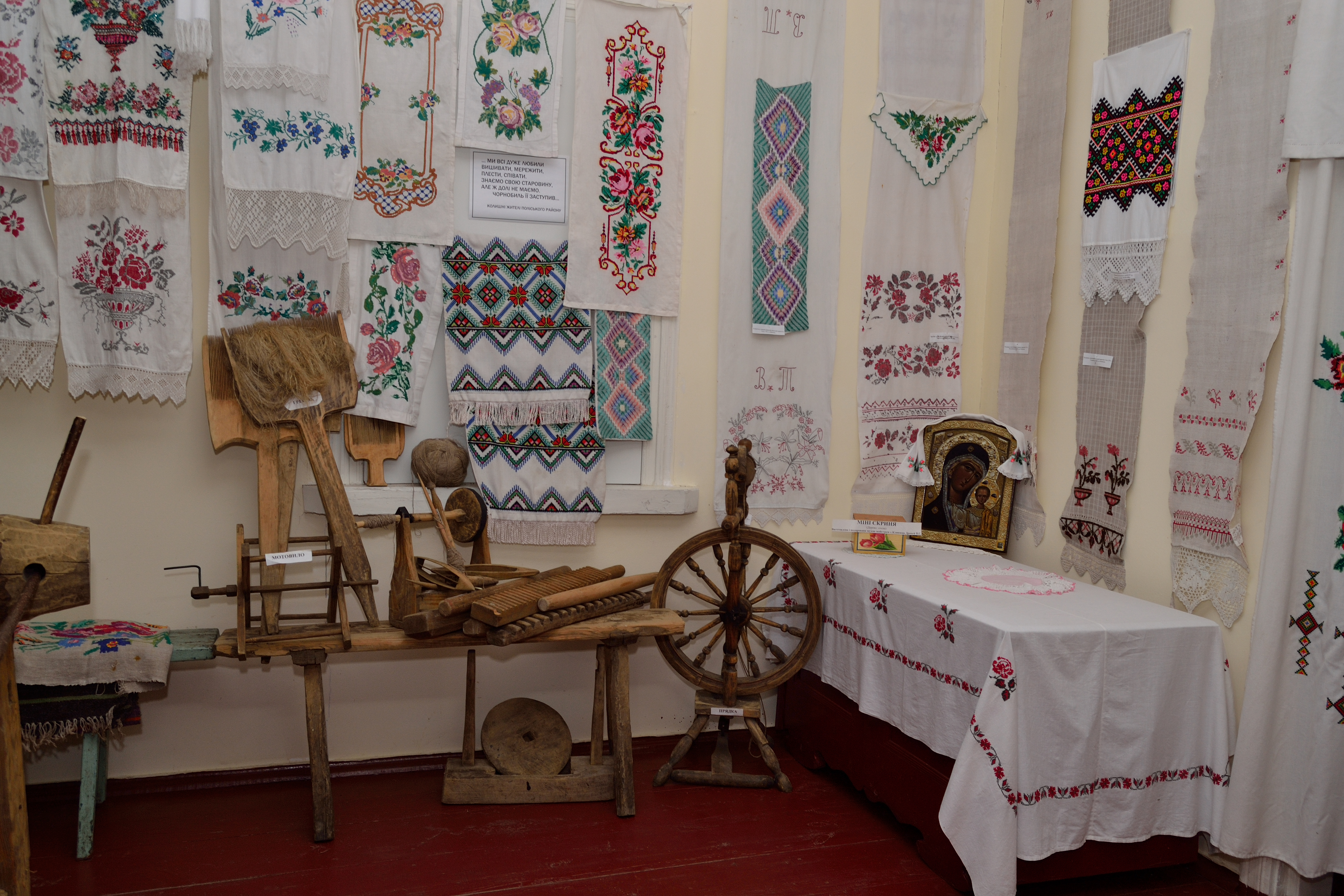
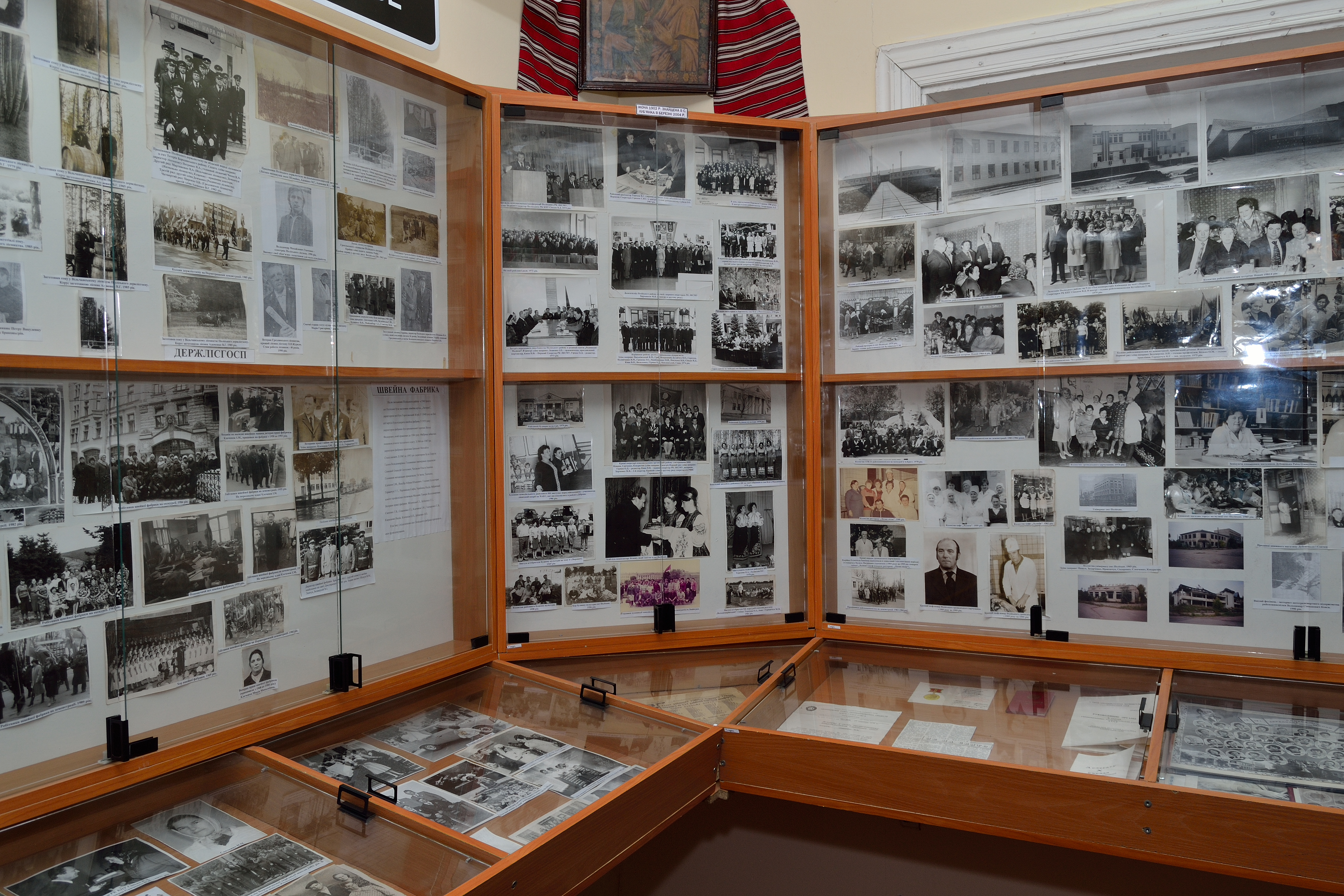
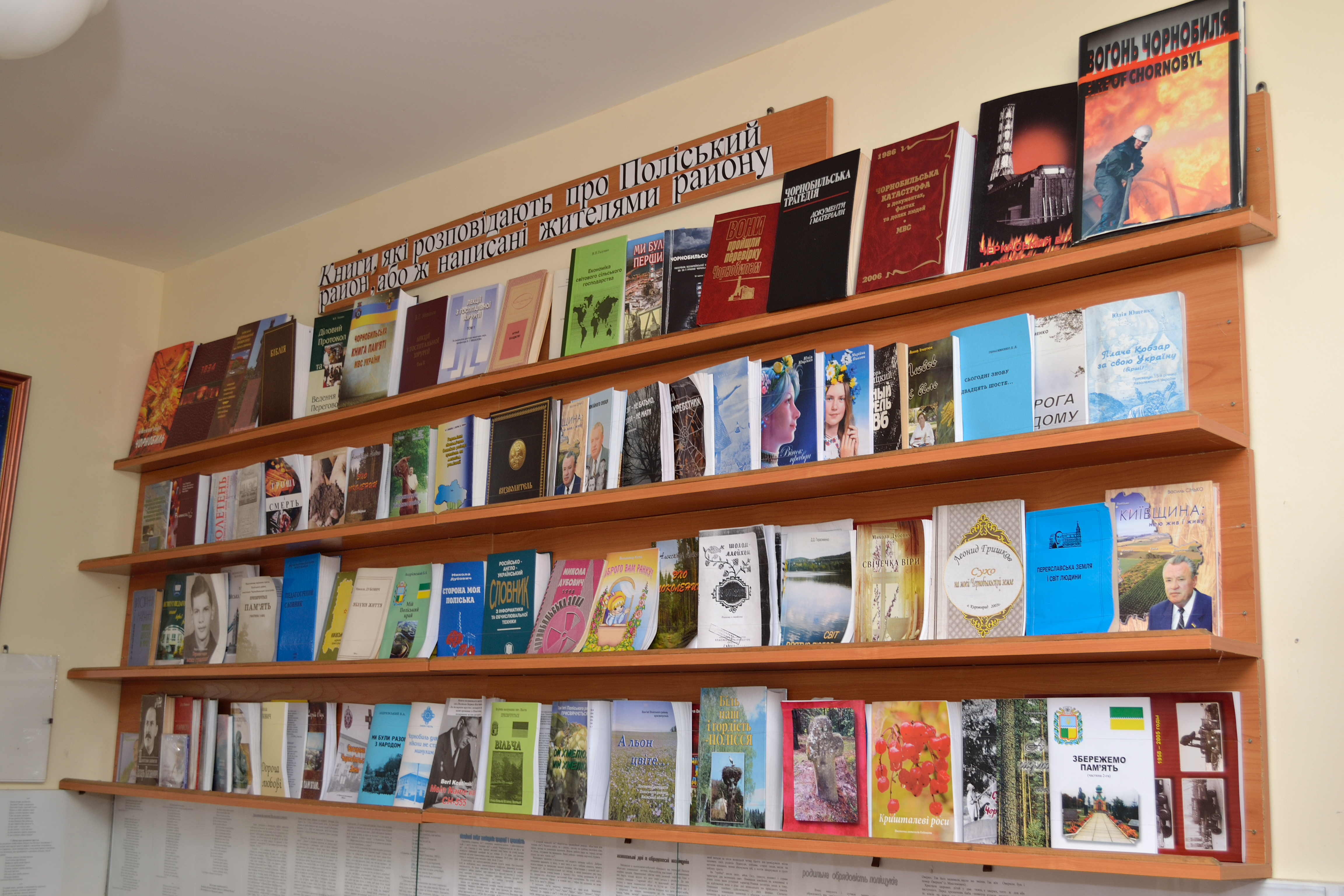
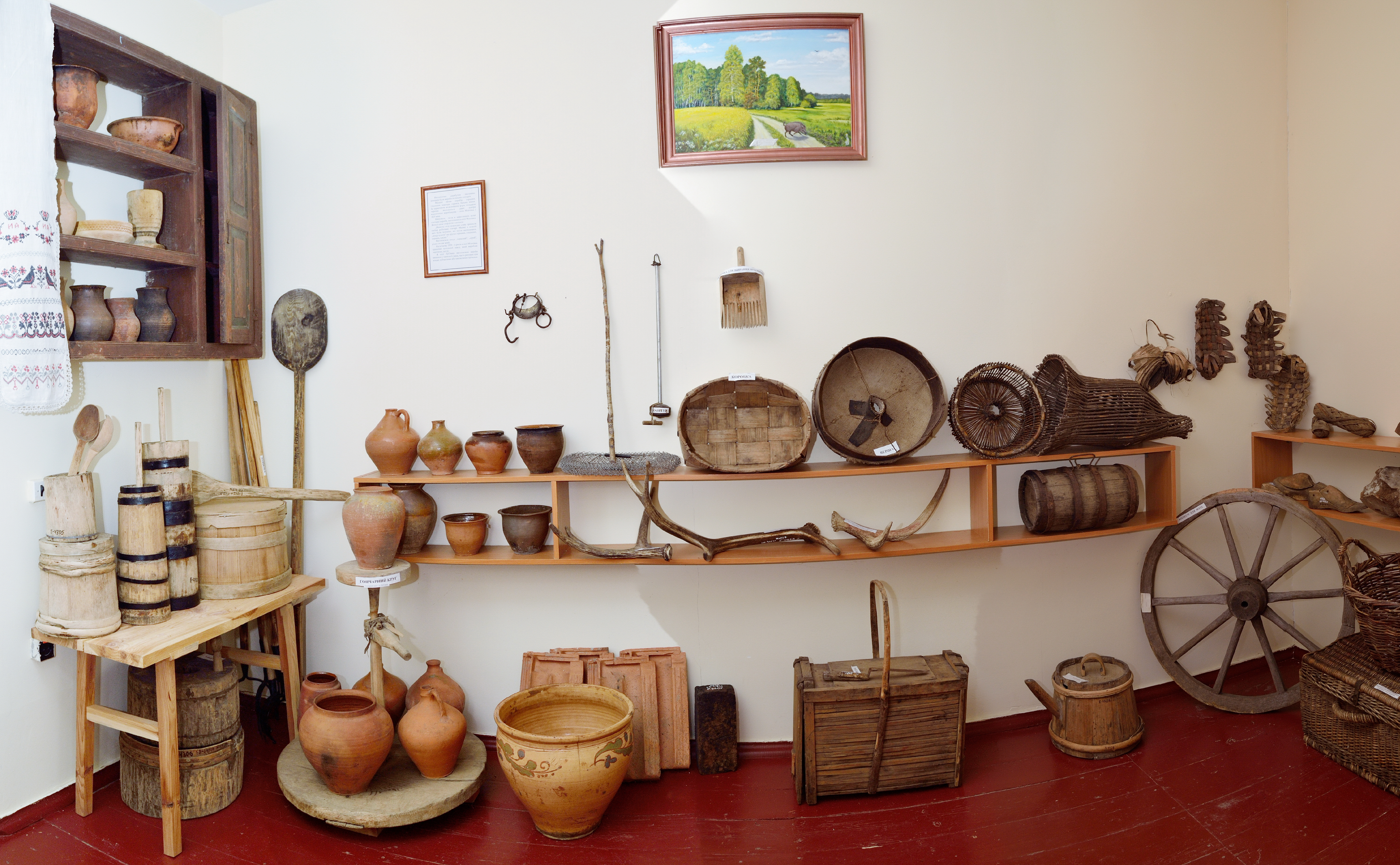